# Интеллект насекомых
Интеллект насекомых (англ. Insect intelligence, также англ. Insect cognition) — способность насекомых к обучению или осваиванию навыков на основе обобщения информации (преимущественно при помощи мозга) с их последующим рациональным использованием в условиях, отличных от исходных. Насекомые имеют крошечный мозг, количество нейронов в котором составляет около 1 млн (тогда как человеческий мозг содержит около 86 млрд нейронов). По этой причине в течение длительного времени им уделялось очень мало внимания в сравнительной психологии, в которой большинство учёных занимались исследованием интеллекта млекопитающих. Тем не менее, на основании ряда проведённых исследований было установлено, что насекомые обладают общими и специализированными когнитивными способностями, сопоставимыми с когнитивными способностями многих позвоночных животных. Появление в конце XX столетия новых методов в нейронауках стимулировало рост исследований, касающихся интеллекта насекомых.

## История исследований
Началу научных исследований интеллекта насекомых предшествовали многие столетия, в течение которых люди объясняли их поведение на основании своих собственных мотивов и побуждений. Древние египтяне уподобляли пчелиное гнездо государству, возглавляемому пчелой-фараоном. Платон и Аристотель также считали, что у пчёл есть рабовладельческое государство, находящееся под управлением царя. Аристотель в своей «Истории животных» привёл большое количество наблюдений относительно коммуникации и взаимодействия между медоносными пчёлами и общественными осами.
В европейской науке под влиянием этих идей долгое время преобладал антропоморфизм. Противоположную точку зрения впервые высказал в XVI столетии испанский врач и философ Гомес Перейра, после чего она была развита в работах знаменитого философа Рене Декарта. В соответствии с этой точкой зрения, насекомые, как и другие животные, являются машинами, не имеющими разума. Французский натуралист Жорж-Луи Леклерк де Бюффон в своей «Естественной истории животных» представил муравьёв, пчёл и прочих общественных насекомых в качестве механизмов, которые лишены мышления и способности анализа и однообразно реагируют на внешние воздействия. В конце XIX - начале XX столетий германский физиолог Альбрехт Бете на основании этих воззрений разработал подробную теорию поведения общественных насекомых, в которой они представлены как автоматы, действующие по строго определённым правилам в точном соответствии с характером внешних воздействий.
Сторонники двух этих противоположных воззрений в течение долгого времени не могли переубедить друг друга и спорили, основываясь на логике, а не на экспериментах. Лишь во второй половине XIX столетия учёные стали проводить эксперименты для изучения поведения животных, включая насекомых. В 80-х годах XIX столетия в научной среде началась обширная дискуссия о наличии интеллекта у общественных насекомых, в которой приняли участие такие учёные как Эрих Васманн, Альбрехт Бете, Джон Лаббок, Огюст Форель, Карл Эмери и др. Они аргументировали свою позицию результатами экспериментов. Однако доказать наличие или отсутствие интеллекта у насекомых они так и не смогли. К началу XX столетия накал данной дискуссии ослаб, но многие разногласия между учёными сохранялись на протяжении всего XX столетия.
В середине XX столетия очень мало учёных использовало понятие «научение» при объяснениях поведения насекомых. Большинство исследователей рассматривало их поведение как проявление врождённых инстинктов. Даже знаменитый австрийский этолог Карл фон Фриш, получивший в 1973 году Нобелевскую премию по физиологии или медицине за открытие языка пчёл, рассматривал передачу информации пчёлами друг другу при помощи сложных «танцев» как проявление инстинкта, хотя и не сомневался в существовании сознания и способности мыслить у более крупных животных (обезьян, собак, птиц и др.). Он аргументировал свою позицию тем, что мозг пчёлы имеет размер не более размера семени злака, а потому не предназначен для размышлений. Тем не менее, именно работы Карла фон Фриша стимулировали проведение многочисленных исследований, в ходе которых за последние несколько десятков лет учёные обнаружили, что когнитивные способности насекомых сопоставимы с когнитивными способностями позвоночных животных, а в некоторых случаях даже превосходят их.
К концу XX столетия в результате развития генетики было установлено, что у насекомых не существует ни чисто врождённых, ни чисто приобретённых форм поведения. Поведение насекомых при фуражировке преимущественно является врождённым, однако в ходе своей деятельности они постоянно накапливают индивидуальный опыт, без использования которого не могли бы приспосабливаться к определённому корму, типу добычи или особенностям той местности, в которой они обитают.

## Обучение насекомых

### Обучение при поисках пищи
В зависимости от времени года и ареала насекомых распределение используемых ими источников пищи в пространстве и времени часто существенно варьирует. Если бы насекомые использовали одни и те же стратегии поиска корма во всех условиях, то им в ряде случаев пришлось бы тратить намного больше времени на добычу пищи. Если бы насекомые могли эффективно находить источники пищи при помощи универсальных неизменных стратегий, то такие стратегии после доведения их до совершенства применялись бы ими постоянно, и необходимости в обучении не было бы. Однако в результате исследований учёные установили, что в большинстве случаев стратегии поиска пищи значительно варьируют в различных поколениях насекомых, но при этом стратегию каждого отдельного насекомого, используемую им в течение своей жизни, довольно легко предсказать. Таким образом, каждое насекомое может приспосабливаться к конкретным условиям или применять наиболее эффективную стратегию. Муравьи-фуражиры запоминают расположение источников пищи и время, когда в них скапливается наибольшее количество пищи. Муравьи-разведчики запоминают расположение найденных ими мест для создания новых гнёзд, к которым они приводят других муравьёв из своей колонии. Кроме того, при продолжении поисков муравьи-разведчики избегают тех мест, которые уже были ими обследованы. Пчёлы обладают способностью узнавать источники пищи, используя обонятельные, зрительные и осязательные ориентиры.
Земляные шмели при фуражировке способны эффективно и быстро решать чрезвычайно сложную задачу коммивояжёра с использованием эвристических алгоритмов, подобных тем, которые используют люди.

### Другие виды обучения
Отдельные особи у насекомых часто выполняют различные задачи быстрее и эффективнее в том случае, если им до этого уже приходилось решать такие же задачи (это же справедливо по отношению к другим животным). Данная закономерность обнаруживается даже в тех случаях, когда общая структура поведения насекомых генетически запрограммирована. Так, миграции колоний муравьёв вида Temnothorax albipennis всегда имеют одну и ту же структуру, однако они происходят быстрее и эффективнее в тех случаях, когда участвующие в них особи уже имеют опыт аналогичных действий. Муравьи и пчёлы также способны обучаться передвижению по лабиринтам и в целом ориентироваться на местности, окружающей их гнёзда. Муравьи не просто обладают способностью обучаться, они используют в своей деятельности абстрактные идеи. Так, муравьёв можно приучить всегда выбирать источник пищи, обозначенный определённой геометрической фигурой (к примеру, треугольником), причём размер, цвет и форма этой фигуры не имеют для них значения.
Помимо этого, насекомые обучаются определённым навыкам обращения с источниками пищи. Особенно это заметно у пчёл, отдельные особи которых используют разные техники сбора пыльцы с одного и того же вида цветов. Шмели и некоторые виды бабочек при сборе пищи придерживаются определённых маршрутов, запоминаемых каждой особью независимо от других. Общественные насекомые способны запоминать запах своей колонии, а также узнавать членов своей семьи, причём в некоторых случаях они узнают их при помощи зрения. Хотя реагирование насекомых на феромоны часто считается врождённой формой поведения, в некоторых случаях оно не является таковой: шмели способны обучаться интерпретировать оставленные на цветах феромоны как сигналы о наличии или отсутствии вознаграждения; рабочие особи муравьёв рода Camponotus способны отличать углеводородные выделения своей матки от выделений других маток. В целом, учёные считают, что обучение у насекомых является столь же неотъемлемой частью их существования, что и у позвоночных животных.

### Сложные формы обучения
Обучение может быть классифицировано на процедурное и декларативное. Процедурное обучение состоит в запоминании определённой последовательности действий, которое происходит в результате ассоциирования некоторого стимула с некоторой реакцией. Декларативное обучение, напротив, предусматривает запоминание особенностей окружающей среды. Полученные в результате декларативного обучения знания могут оказывать влияние на поведение животного в различных обстоятельствах. Декларативное обучение считается более сложной проблемой по сравнению с процедурным обучением, и его существование у любых животных является предметом дискуссий среди учёных. Тем не менее, учёными были представлены многочисленные доказательства того, что насекомые могут приобретать знания, которые в дальнейшем используются ими по-разному в зависимости от конкретных обстоятельств. Например, пчёлы вытягивают хоботки, когда чувствуют запах знакомого цветка, но при других обстоятельствах, когда они чувствуют тот же самый запах в улье, они улетают из него к известному им источнику пищи. Пчёлы и осы также могут выполнять «обучающие полёты» вокруг новых источников пищи или вокруг знакомого места в тех случаях, когда происходит изменение ориентиров. Это свидетельствует о том, что пчёлы и осы осознают ограниченность имеющихся у них знаний и в случае необходимости предпринимают активные усилия для получения новых знаний.

## Ориентация и навигация
Ориентация и навигация у муравьёв и других насекомых исследованы учёными лучше остальных когнитивных способностей. Муравьи-фуражиры всегда возвращаются с добычей в родительское гнездо. Такая возможность обеспечивается благодаря использованию ими способов нахождения пути назад после вылазки за кормом. Один из этих способов – континуальное интегрирование. Использование континуального интегрирования насекомыми означает, что они непрерывно обновляют в своей памяти информацию о пройденном ими расстоянии и направлении. Хотя использование данного алгоритма не требует способности к обучению, без дополнительных механизмов оно приводит к слишком большим ошибкам, чтобы насекомые могли найти путь в родительское гнездо. Поэтому учёные полагают, что все общественные насекомые используют дополнительные механизмы ориентации. Во-первых, они запоминают особенности входа в гнездо и узнают его, когда оказываются в пределах видимости. Во-вторых, они учитывают расположение ориентиров, имеющихся на местности.
Ещё один механизм ориентации, используемый насекомыми — когнитивные карты, то есть составление каждым насекомым мысленного образа местности, в котором отражены позиции самого насекомого, его цели (родительского гнезда или источника пищи), а также различных ориентиров. Вопрос о возможности  использования когнитивных карт животными вообще, и насекомыми, в частности, является дискуссионным. Однако новые исследования подтверждают использование когнитивных карт медоносными пчёлами.

## Использование орудий
В качестве одного из важнейших критериев определения уровня развития интеллекта животных в науке часто принимается использование ими простейших орудий. Способность некоторых видов муравьёв использовать орудия была открыта учёными в 1970-е годы, однако это открытие привлекло к себе меньше внимания, чем открытие использования орудий обезьянами шимпанзе в 1960-е годы. Исследователи выделяют две категории применения орудий муравьями: для транспортировки пищи и для борьбы с конкурентами.
Муравьи родов Aphaenogaster и Pogonomyrmex погружают кусочки опавших листьев, древесины, сухую грязь в жидкую или желеобразную (например, в раздавленную гусеницу или гнилую ягоду) пищу, а затем переносят их в свой муравейник. Такой способ позволяет примерно в десять раз увеличить количество переносимой пищи по сравнению с тем количеством, которое один муравей может перенести без использования приспособлений.
Муравьи рода Aphaenogaster используют данный способ транспортировки пищи и для обмана своих конкурентов. Кампонотусы, формики и другие более сильные муравьи, находящиеся поблизости, прогоняют их от добычи, поэтому Aphaenogaster не могут уносить найденный корм в зобике. В таких случаях Aphaenogaster подкрадываются к добыче, бросают на неё кусочек листа или грязи и тут же убегают. Спустя одну-две минуты они осторожно возвращаются к этому орудию и утаскивают его в своё гнездо.
Муравьи родов Dorymyrmex, Tetramorium и муравьи-жнецы бросают маленькие камешки или кусочки земли в гнёзда конкурентов – соперничающие муравьиные колонии или в гнёзда пчёл-галиктов. В первом случае это позволяет получить конкурентное преимущество в борьбе за пищу благодаря отрезанию путей к ней для соперников, во втором случае пчёлы, охраняющие вход в норку, вылезают из неё, бросаются в атаку на большую группу муравьёв и погибают в неравном бою.

## Ментальная репрезентация и манипулирование

### Определения
Одна из важнейших нерешённых проблем в психологии – понимание сущности связи между сенсорным вводом и сознательным восприятием информации, получаемой через сенсорный ввод. Первая часть данного процесса исследована достаточно подробно, тогда как вторая часть понимается исследователями плохо. Общепринятая в науке точка зрения состоит в том, что воспринимать нечто означает создавать ментальную репрезентацию, которая, как правило, базируется исключительно на внутренней нейронной репрезентации. Альтернативная точка зрения состоит в том, что восприятие основывается не на внутренней репрезентации, а на действии. Согласно альтернативному подходу, воспринимать нечто означает активно моделировать объект восприятия, так что восприятие определяется внутренним знанием (накапливаемым филогенетически и онтогенетически) того, как свойства сенсомоторного аппарата приводят к изменениям в сенсорном вводе во время перцепционного моделирования (примером может служить движение глаз у людей).

### Результаты исследований
Несмотря на то, что исследования интеллекта насекомых и других животных тесно связаны с исследованиями мозга, ряд учёных отмечает недостаточность использования редукционистского подхода для изучения когнитивных способностей. Анна Дорнхаус и Найджел Фрэнкс указывают на то, что физики изучают гидродинамические свойства жидкостей на более высоком уровне, чем атомы, из которых состоят эти жидкости. Точно так же, по их мнению, когнитивным биологам следует не ограничиваться изучением взаимодействия между нейронами, а рассматривать интеллектуальную деятельность животных на более высоком уровне с учётом окружающей среды и эволюционного развития.
Результаты исследований показывают, что насекомые могут по-разному реагировать на одни и те же стимулы в зависимости от контекста. Они обладают способностью вырабатывать абстрактные категории и распространять выводы, сделанные из воздействия на них определённых стимулов в определённых контекстах, на другие стимулы в других контекстах. Пчёлы могут решать задачу отрицательного распознавания образов (negative pattern discrimination
task), при которой они не получают вознаграждения за комбинацию стимулов, за каждый из которых по отдельности вознаграждаются. Это умение распространяется и на те случаи, в которых стимулы воздействуют на разные органы чувств (например, один стимул воздействует на зрение, а другой – на обоняние). Данный факт означает, что обработка информации в мозгу насекомого производится не отдельными модулями, а централизованно. Нейробиологические исследования показывают, что интеграция обрабатываемой информации происходит в грибовидных телах – частях мозга насекомых, в которые поступает  информация из других участков мозга.
У дрозофил и других насекомых были обнаружены нейробиологические корреляты прогнозирования и способность концентрироваться на определённом стимуле, что является необходимым условием для любого обучения, поскольку оно возможно только при условии игнорирования отвлекающих факторов. Результаты научных исследований подтверждают способность насекомых и членистоногих (пауков) к таким сложным когнитивным операциям, как концентрация, прогнозирование и планирование .
Муравьи Temnothorax обладают способностью собирать разнородную информацию об особенностях мест для размещения гнёзд и делать на её основе качественные заключения с использованием взвешенной аддитивной модели – самой эффективной стратегии принятия решений на основе обобщения информации. Насекомые способны находить путь к своим гнёздам с использованием векторных навигационных карт на основе хранимой ими информации, в особенности на тех маршрутах, которые они используют многократно, а некоторые виды насекомых способны также использовать когнитивные карты. Эти способы ориентации насекомых имеют очень большое сходство со способами ориентации, используемыми людьми .
Таким образом, насекомые демонстрируют способность обучаться сложной обработке полученной при помощи разных органов чувств информации путём её категоризации, обобщения и интеграции. Они также могут обучать своих сородичей, подстраивая своё поведение в соответствии с успехами, достигнутыми своими «учениками». Кроме того, они способны использовать орудия. В этой связи некоторые учёные полагают, что насекомые обладают своеобразным сознанием или субъективным опытом, поскольку аналогичное поведение у людей представляется невозможным без наличия сознания. Однако эта точка зрения является спорной .

## Значение размеров мозга
«Безусловно, что может существовать громадная умственная деятельность при крайне малой абсолютной величине нервного вещества: так, всем известны удивительно разнообразные инстинкты, умственные способности и склонности муравьев, и, однако, их нервные узлы не составляют и четверти маленькой булавочной головки. С этой точки зрения мозг муравья есть одна из самых удивительных в мире совокупностей атомов материи, может быть более удивительная, чем мозг человека»
Размер мозга животных и количество нейронов в нём тесно связаны с размерами их тела. Так, мозг кита весит около 9 кг и содержит более 200 млрд нейронов, человеческий мозг весит от 1,25 кг до 1,45 кг и содержит около 85 млрд нейронов, мозг пчелы весит 1 мг и содержит менее 1 млн нейронов. Распространено мнение, что такая же зависимость существует между размерами мозга и уровнем интеллекта животных. Однако учёные установили, что многие различия в величине мозга связаны с его определёнными отделами, которые ответственны за функционирование определённых органов чувств или обеспечивают способность совершать более точные движения.
Исследования показывают, что большее количество нейронов более крупным животным требуется для того, чтобы управлять более крупными мышцами. По словам Ларса Читтки, эти различия носят количественный, а не качественный характер: в мозгах более крупных животных не было выявлено значительного усложнения, в них просто многократно повторяются одни и те же нейронные цепочки. Благодаря данному различию более крупные животные могут видеть более отчётливые изображения, обладать более острыми чувствами, совершать более точные движения, но они не обладают более развитым интеллектом по сравнению с менее крупными животными. Если использовать компьютерную аналогию, то во многих случаях разница в размерах мозга подобна разнице в ёмкости жёстких дисков, но не имеет сходства с разницей в производительности процессоров. Из этого следует, что для выполнения некоторых когнитивных операций, представляющихся довольно сложными, вполне достаточно тех возможностей, которые обеспечиваются устройством мозга насекомых.
Результаты сравнительного анализа показали, что с увеличением объёма тела у животных (как позвоночных, так и насекомых) объём мозга в абсолютном измерении возрастает, однако отношение объёма мозга к объёму тела сокращается. При этом чем больше объём мозга, тем больше ему требуется энергии для поддержания нормального функционирования. Кроме того, чем больше объём мозга, тем больше помех возникает при передаче информации между нейронами и отделами мозга, и тем больше времени занимает эта передача. На основании множества проведённых с конца XX века исследований учёные пришли к выводу, что ключевую роль в уровне интеллекта играет не абсолютный и не относительный размер мозга, а качество связей между его клетками. При этом именно исследования интеллекта насекомых стали одним из важнейших вкладов, способствовавших развенчанию мифа об интеллектуальном преимуществе животных с крупным мозгом.
В то же время учёные при изучении интеллекта насекомых учитывают разницу между размерами мозга различных видов этих животных. Так, Рандольф Менцель отмечает, что разница в интеллектуальных способностях пчёл и дрозофил связана с разницей в величине их мозга: объём мозга пчелы, состоящего примерно из 1 млн нейронов, в 30-50 раз превышает объём мозга дрозофилы, состоящего примерно из 100 тыс. нейронов. При этом Менцель указывает и на разницу в строении мозга двух этих видов: у пчелы объём грибовидных тел, состоящих из более чем 300 тыс. нейронов, составляет около 20 % от общего объёма мозга, тогда как у дрозофилы объём грибовидных тел, состоящих из приблизительно 2,5 тыс. нейронов, составляет около 2 % от общего объёма мозга. Кроме того, у пчелы значительно более развита зрительная система, а грибовидные тела представляют собой центры высшего порядка, интегрирующие информацию, которая поступает от всех органов чувств, тогда как у дрозофилы грибовидные тела преимущественно обрабатывают обонятельную информацию.
Ряд учёных занимается проверкой гипотезы социального мозга (известной также как гипотеза социального интеллекта) применительно к насекомым. Согласно этой гипотезе, у социальных животных в связи с необходимостью постоянного общения с большим количеством сородичей в результате эволюции сформировался более крупный мозг по сравнению с близкими им видами одиночных животных. Кроме того, данная гипотеза предполагает, что у социальных животных более развиты отделы мозга, ответственные за обработку информации, связанной с общением. Применительно к насекомым это означает большее отношение объёма грибовидных тел к общему объёму мозга. Исследования, проведённые для проверки данной гипотезы в первом и втором десятилетиях XXI столетия, не смогли подтвердить наличие корреляции между объёмом мозга, объёмом отдельных нейропилей, уровнем интеллекта и уровнем социальности у насекомых. Данный факт может служить иллюстрацией различия между социальной эволюцией позвоночных животных и насекомых: у позвоночных она привела к формированию индивидуализированных обществ, где каждой особи для социального взаимодействия требуется способность распознавать индивидуальное поведение и запоминать опыт общения с конкретными представителями своего вида, тогда как у насекомых в больших эусоциальных колониях эволюция привела к значительному сокращению индивидуального поведенческого репертуара. Тем не менее, в науке признано, что общественным насекомым для коммуникации и взаимодействия требуются дополнительные нейронные ресурсы.
В качестве альтернативы гипотезе социального мозга применительно к насекомым была выдвинута гипотеза распределённого познания (распределённого интеллекта), согласно которой отношение объёма грибовидных тел к общему объёму мозга у эусоциальных насекомых в результате эволюции значительно уменьшилось за счёт появления у отдельных особей возможности путём коммуникации с сородичами использовать интеллектуальные ресурсы всей своей колонии вместо индивидуальных ресурсов. Данная гипотеза вписывается в концепцию суперорганизма.

## Когнитивные ограничения
Подобно позвоночным животным, насекомые усваивают разную информацию с разным успехом. Например, пчёлы могут запоминать некоторые цвета источников пищи с первого раза, тогда как другие цвета они могут запомнить только после нескольких демонстраций. Кроме того, связь между стимулированием с использованием определённых раздражителей и сопутствующим вознаграждением устанавливается довольно быстро, тогда как стимулирование с использованием других раздражителей запоминается насекомыми только после продолжительного срока или не запоминается никогда. Этот факт свидетельствует о той значительной роли, которую сыграла экология в развитии у насекомых способности к усваиванию информации.
При идеальных условиях пчёлы способны запоминать запахи, цвета и наиболее подходящие техники сбора пищи для нескольких видов цветков и сохранять эту информацию до конца своей жизни. Кроме того, пчёлы способны запоминать 40-50 пространственно-временных координат различных источников пищи. При этом бабочки способны запоминать только один вид цветка за один раз. И даже у пчёл способность к запоминанию информации зависит от временных рамок её усваивания, а также от сходства стимулов или задач. То есть количество ассоциаций в памяти пчёл зависит не только от её ёмкости, но и от способа демонстрации информации, которую им нужно запомнить.
Таким образом, в одних случаях насекомые проявляют значительную сообразительность, в других – не могут справиться с решением простейших задач. Так, муравьи, пчёлы и шмели очень легко обучаются находить нужный путь в сложных лабиринтах, причём муравьи в некоторых случаях справляются с решением данной задачи с такой же высокой скоростью, что и крысы, известные своей сообразительностью. Однако когда насекомым, хорошо обученным проходить определённые лабиринты, предлагали пройти те же самые лабиринты в обратном направлении, они не могли воспользоваться обретёнными знаниями и начинали обучаться их прохождению заново. При этом крысы, в отличие от насекомых, очень быстро понимают, как нужно действовать при прохождении в обратном направлении уже пройденных ими ранее лабиринтов.
В целом учёные установили две закономерности, касающиеся интеллектуальных ограничений насекомых:
- Общественные насекомые обучаются гораздо быстрее, чем одиночные.
- Среди насекомых одного и того же вида имеются и чрезвычайно сообразительные, и достаточно несмышленые особи. При этом подавляющее большинство популяции составляют особи со средними психическими качествами.

## Групповой интеллект
Наряду с индивидуальным решением сложных задач, общественные насекомые используют групповой интеллект. Ряд проблем, стоящих перед колониями насекомых, превосходит возможности сбора и обработки информации отдельными особями. Эти проблемы решаются совместными усилиями множества насекомых. Например, колония медоносных пчёл, каждая из которых имеет длину около 1,5 сантиметра, способна эффективно находить источники пищи и места для размещения гнёзд на территории площадью более ста квадратных километров. Колония муравьёв Temnothorax albipennis после разрушения старого муравейника может найти место для нового, сделав оптимальный выбор среди множества альтернатив, даже если каждый отдельный муравей до этого побывал всего в одном или двух местах за пределами своего старого муравейника.
Все колонии общественных насекомых эффективно распределяют отдельных особей в соответствии с меняющимися условиями и оптимальным образом компенсируя потерю большого количества рабочей силы. В этих целях колонии общественных насекомых собирают и хранят большой массив информации. Благодаря коммуникации между отдельными особями насекомые используют информацию, собранную их сородичами, и часто используют специализированные каналы связи для передачи информации тем особям, которые способны ее использовать по назначению. Благодаря этому достигается колоссальное увеличение сенсорных возможностей отдельных особей. Кроме того, информация может накапливаться в гнезде и в феромоновых метках на пути к источникам пищи или на самих источниках пищи.
Распределение задач между отдельными особями осуществляется с использованием алгоритмов, которые учитывают не только различия между особями, но и их способность изменять своё поведение посредством обучения. Алгоритмы, используемые колониями общественных насекомых для распределённого решения задач, имеют большое сходство с механизмами взаимодействия между нейронами головного мозга. Благодаря использованию коллективных стратегий насекомые преодолевают когнитивные ограничения, которые имеются у каждой отдельной особи.

### Групповое принятие решений
В процессе своей жизнедеятельности общественные насекомые, как и ряд других видов животных, постоянно принимают коллективные решения. Конрадт и Роупер предложили классифицировать принимаемые животными решения на комбинированные и консенсусные.
Комбинированное групповое принятие решений состоит в выборе одного из двух или более вариантов действий каждым животным по отдельности без согласования с сородичами. При этом действия каждого животного в определённой степени зависят от действий остальных членов группы, а общий результат их действий оказывает влияние на состояние всей группы животных как единого целого. К данной категории относятся многие решения, касающиеся фуражировки социальных насекомых, а также очистки гнёзд от мусора. После принятия комбинированного решения при наличии конфликта интересов между отдельными членами группы они могут продолжать борьбу за контроль. Например, у многих эусоциальных насекомых матки и рабочие особи соперничают за производство потомства мужского пола и уничтожают яйца, отложенные соперницами. У одних видов насекомых контроль захватывают матки, у других – рабочие особи. 
Консенсусное групповое принятие решений предполагает предварительное согласование действий всеми членами группы при выборе одного из двух или более возможных взаимоисключающих решений. После того как решение принято, вся группа подчиняется ему. К данной категории относятся решения, касающиеся перемещения колоний социальных насекомых, в том числе выбор времени и места для создания новых гнёзд. После принятия консенсусного решения при наличии конфликта интересов между отдельными членами группы те из них, чьи индивидуальные оптимальные действия противоречат этому решению, отказываются от их выполнения и подчиняются воле коллектива. Данное явление характеризуется как «издержки консенсуса» (consensus costs).

### Эффективность группового принятия решений
«Если оценивать компетентность пчёл при принятии ими групповых решений по критерию эффективности, то она сопоставима с компетентностью академических и корпоративных комитетов»
У многих видов общественных насекомых выживание колоний зависит от эффективности принятых ими групповых решений. Особенно это касается переселения колоний насекомых, которые обитают в естественным образом образовавшихся полостях (например, пчёлы, устраивающие гнёзда в дуплах деревьев, или муравьи, устраивающие гнёзда в расщелинах скал). При неверном выборе исправление допущенной ошибки для них крайне затруднительно, что снижает шансы колонии на выживание. 
В течение длительного времени в науке было распространено мнение, что эффективность интеллекта животных следует оценивать по критерию точности их действий. Однако сравнительно недавно было установлено, что животные (включая насекомых) при выполнении различных задач стремятся достигать компромисса между скоростью и точностью принятия решений (speed-accuracy tradeoff, SAT). Это справедливо и в отношении групповых решений, принимаемых общественными насекомыми.
Пчёлы и муравьи совместно выбирают места для новых гнёзд на основе чувства кворума, то есть они не подчиняются решению  одного или нескольких лидеров, а действуют сообща. После того как разведчики находят несколько подходящих мест, колония насекомых как единое целое принимает решение о переселении в одно из этих мест. При этом порог кворума изменяется в зависимости от обстановки: если существует необходимость в срочном переселении, порог кворума понижается, если такая необходимость отсутствует, он остаётся высоким.
В колонии пчёл, состоящей из приблизительно 10 тыс. рабочих особей, количество разведчиков составляет несколько сотен, а количество принимающих решение особей исчисляется тысячами. Процесс выбора места для нового гнезда продолжается в течение нескольких дней, при этом разведчики предлагают множество потенциальных мест для миграции. В некоторых случаях достичь консенсуса из-за соперничества между группами разведчиков с первого раза не получается, и после неудачи процесс поиска консенсуса начинается заново.
Колония муравьёв рода Temnothorax обычно состоит примерно из 100-200 особей. В выборе места для нового гнезда принимают участие около 30% рабочих особей. Разведчики после нахождения нового места для гнезда начинают мобилизацию своих сородичей. Как только число мобилизованных какой-либо группой разведчиков достигает порога кворума, начинается процесс переселения всей колонии на выбранное этой группой место.
Несмотря на существенные различия в процессах переселения пчёл и муравьёв, они используют очень похожие стратегии: вместо прямого сопоставления нескольких потенциальных мест хорошо информированными особями происходит мобилизация сородичей конкурирующими между собой разведчиками, каждый из которых знаком только с одним потенциальным местом для нового гнезда. Как правило, сделанный в итоге колонией выбор места для нового гнезда оказывается оптимальным.
При принятии коллективных решений, касающихся фуражировки, общественным насекомым (таким как пчёлы и муравьи) приходится учитывать множество факторов, чтобы максимизировать выгоду для всей колонии и минимизировать затраты времени и энергии. Помимо времени и энергии, которые каждому фуражиру приходится потратить на доставку пищи в гнездо, колония в целом должна для обеспечения максимальной эффективности минимизировать затраты  времени и энергии на мобилизацию фуражиров с учётом качества пищи, расстояния, отделяющего её от гнезда, и особенностей окружающей среды.
В гнёздах общественных насекомых происходит постоянное регулирование численности групп, занимающихся выполнением определённых задач. Если колония испытывает нехватку корма, то в скором времени возрастает количество фуражиров. Если возникает необходимость в ремонте разрушенной части гнезда или его расширении, увеличивается число строителей. Это достигается двумя способами: путём вовлечения резервных контингентов насекомых и путём переключения насекомых, задействованных  в выполнении определённых задач, на выполнение других задач. При этом регулирование распределения рабочей силы и разделения труда общественных насекомых настолько эффективно, что в их гнёздах все необходимые работы производятся вовремя, и колонии никогда не испытывают дефицита рабочей силы. Исключение составляют только ситуации, вызванные воздействием внешних факторов. Эффективность организации труда общественных насекомых в ряде случаев превосходит эффективность организации труда людей.

## Методы исследования
Для исследования способности насекомых к обучению учёные используют множество разнообразных методов. При изучении поведения пчёл и мух используется присущий им рефлекс вытягивания хоботка как ответная реакция на обонятельные и осязательные стимулы. Обучение мух (в особенности дрозофил) проводится с использованием в качестве стимулов запахов или зрительных образов (цвета, контраста, неподвижных и движущихся объектов), а также некомфортного повышения температуры, зрительного или механического сотрясения и пищи. Мух обучают менять или прекращать брачное поведение. Исследования поведения бабочек и других растительноядных насекомых проводятся в контексте выбора ими мест для яйцекладки и фуражировки. Тараканов обучают передвигаться по различным лабиринтам.
Некоторые из этих методов успешно используются и при исследовании поведения муравьёв. Их обучали передвигаться в Y-образном лабиринте, а также в других видах лабиринтов и при выполнении других задач, связанных с пространственной ориентацией при запоминании расположения источника пищи. Чаще всего при выполнении данных заданий от муравьёв требуется запоминать зрительные ориентиры или проприорецепторные сигналы. При этом способность муравьёв к обучению при помощи обоняния или осязания исследована слабо.
В целом, основная часть исследований интеллекта насекомых проводится на нескольких видах, таких как дрозофилы и медоносные пчёлы. Поскольку при их изучении проводится большое количество нейробиологических и генетических исследований, учёные имеют возможность очень детально устанавливать связи между нервной системой данных видов насекомых и их способностью к обучению.

### На русском языке
- Кипятков В. Е. Мир общественных насекомых / Рецензенты: д-р биол. наук, проф. Н. Г. Лопатина (Ин-т физиологии им. И. П. Павлова АН СССР), д-р биол. наук, проф. Г. М. Длусский (МГУ), д-р биол. наук В. И. Тобиас (ЗИН АН СССР). — Печатается по постановлению Редакционно-издательского совета Ленинградского университета. — Ленинград: Издательство Ленинградского университета, 1991. — 408 с. — ISBN 5-288-00376-9.
- Веннер А., Уэллс П. Анатомия научного противостояния. Есть ли «язык» у пчёл? / Перевод с английского и научное редактирование Е. Н. Панова. — Москва: «Языки славянских культур», 2011. — 488 с. — (Разумное поведение и язык. Language and Reasoning). — ISBN 978-5-9551-0491-1.

### На английском языке
- James L. Gould, Carol Grant Gould. Animal Architects: Building and the Evolution of Intelligence. — Basic Books, 2007. — 324 p. — ISBN 978-0-465-02782-8.
- M. J. Klowden. Physiological Systems in Insects. — Third Edition. — Elsevier, 2013. — 696 p. — ISBN 978-0-12-415819-1.
- Invertebrate Learning and Memory / Edited by Randolf Menzel and Paul R. Benjamin. — 1st Edition. — Elsevier, 2013. — 600 p. — (Handbook of Behavioral Neuroscience, Volume 22). — ISBN 978-0-12-415823-8.

## Cм.также
- Интеллект животных